# Jan Junger
Jan Tadeusz Junger (ur. 19 lutego 1939 w Giszowcu, zm. 17 października 2005 w Katowicach) – polski taternik, alpinista i andynista, twórca wielu dróg wspinaczkowych w Polsce i za granicą.
Był absolwentem technikum budowlanego w Bytomiu i Wydziału Górniczego Politechniki Śląskiej w Gliwicach. Pracował w Przedsiębiorstwie Robót Górniczych w Katowicach, a swe pasje realizował jako członek Klubu Wysokogórskiego w tym mieście.
Do 1964 roku Jan Junger wspinał się głównie w Tatrach, gdzie był autorem nowej drogi na południowej ścianie Ciężkiej Turni (1964) oraz „Okapów Jungera” na zachodniej ścianie Kościelca (1967). Następnie wspinał się w Alpach (Fleischbank, Mont Blanc) oraz Dolomitach Belluńskich (nowe ekstremalne drogi na Monte Schiara, Gran Diedro i Cima del Burel). W 1971 roku był uczestnikiem wyprawy Henryka Furmanika w Andy (Cordillera Raura, Cordillera Blanca), dokonał wejść na Canevaro (5322 m n.p.m. – pierwsze wejście północną granią), Mata Paloma Norte (5307 m n.p.m. – pierwsze wejście środkiem północnej ściany), Chopicalqui (6354 m n.p.m.) oraz Chachani (6057 m n.p.m.).
W 2001 roku przeszedł rozległy zawał serca. Zmarł po długiej chorobie.